# Tell es-Sawwan
Tell es-Sawwan (il "tell di selce") è un importante sito archeologico del Neolitico ceramico (6300-5400 a.C. ca., appartenente al periodo di Samarra. Si situa nella Mesopotamia centrale, nella provincia di Saladin, in Iraq, a nord di Baghdad e una decina di chilometri a sud di Samarra.
Il sito è principalmente un insediamento abitato nel quale si sono successe le culture Ubaid, Hassuna e Samarra, con alcune successive tombe babilonesi. È considerato il sito tipo per la cultura di Samarra.

## Descrizione
Tell es-Sawwan è un tell ovale di 350 m di lunghezza per 150 m di larghezza con un'altezza massima di 3,5 m che si trova all'inizio della pianura alluvionale mesopotamica. L'altura principale era circondata da un fossato difensivo profondo tre metri e da un robusto muro di mattoni di fango. L'abitato era costituito da grandi case e altri edifici — probabilmente dei granai. Il tell appare con ripide pendici, ma non è escluso che in epoca protostorica fosse una collina che declinava leggermente verso il Tigri.
Gli abitanti di Tell es-Sawwan erano agricoltori che utilizzavano l'irrigazione del Tigri per i loro raccolti, poiché le precipitazioni erano scarse e irregolari.  Coltivavano cereali (orzo, grano) e lino, abbinati all'allevamento di ovini e caprini, mentre la caccia (gazzella e uro), la pesca e la raccolta rimanevano importanti complementi alla loro sussistenza. Usavano strumenti di pietra e selce simili a quelli della cultura Hassuna. La loro prosperità, probabilmente basata sull'affidabilità dei campi irrigati, è testimoniata dalla presenza di pregiati articoli samarrani e di bellissimi vasi di marmo traslucido.
Le tombe sotto pavimento di adulti e bambini contenevano statuette in terracotta e alabastro rappresentanti donne e uomini in pose diverse; alcuni di queste avevano gli occhi e le teste appuntite tipiche del periodo Ubaid.

## Scavi
Il sito è stato scavato da una squadra della Direzione generale irachena delle antichità durante sette stagioni, tra il 1964 e il 1971, durante le quali venne messo alla luce il villaggio neolitico fortificato. Diversi archeologi si sono susseguiti alla direzione dello scavo: B.A. as-Soof, F. el-Wailly, Kh. al-Adhami, Gh. Wahida, B. Al-SoufW.Y. al-Tikriti. Seguirono, nel 1985, un'altra campagna di scavi diretti da D. G. Youkhana, e in seguito, nel 1989-90, intervenne una squadra francese diretta da Catherine Breniquet. Rimangono irrisolti problemi sull'esatta cronologia del sito, a causa delle diverse direzioni degli scavi non sempre coerenti fra di loro, di problemi nei rilievi stratigrafici e la presenza di fosse recenti che perturbano la stratigrafia.
I primi livelli (I e II), poco conosciuti, hanno portato alla luce ceramica di tipo Hassuna, ma è possibile che siano più antichi. Da quanto si può dedurre dai rilievi stratigrafici, le abitazioni hanno un'architettura a pianta tripartita. Al di sotto di questi livelli sono state rinvenute sepolture, molte delle quali scavate sotto le abitazioni, che hanno dato importanti materiali archeologici, in particolare delle statuette femminili.
A partire dall'inizio del livello IIIA, che corrisponde al primo periodo di Samarra, la struttura dell'insediamento cambia: un muro di cinta rettangolare circondato da un fossato racchiude l'insediamento, la cui organizzazione è chiaramente pianificata. Nei livelli IIIB e IV, alcuni edifici vengono apparentemente trasformati in granai e lo spazio occupato dall'abitato si espande fino a toccare le fortificazioni. Le case di questi periodi sono realizzate in mattoni di fango, con una pianta molto simile ("a T" secondo l'analisi di C. Breniquet), con due grandi stanze e locali di servizio adiacenti, e possono contare fino a 10-12 stanze.
L'ultimo livello, il V, è molto eroso e poco conosciuto; ha restituito ceramica Halaf ed è quindi più recente e apparentemente senza continuità con i livelli precedenti.

## Galleria d'immagini

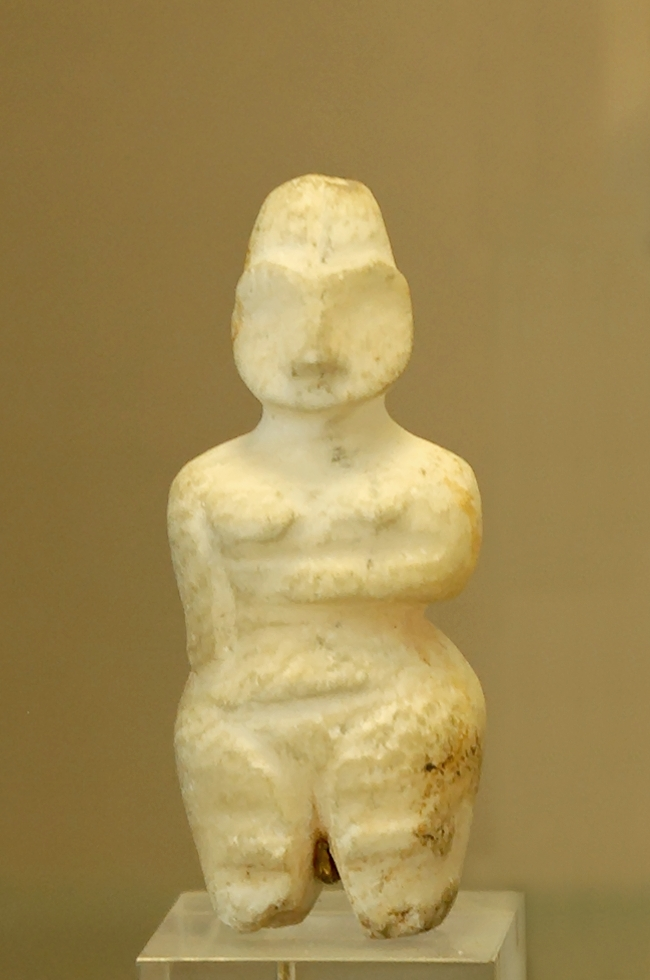
Figurina femminile di Tell es-Sawwan, Museo del Louvre
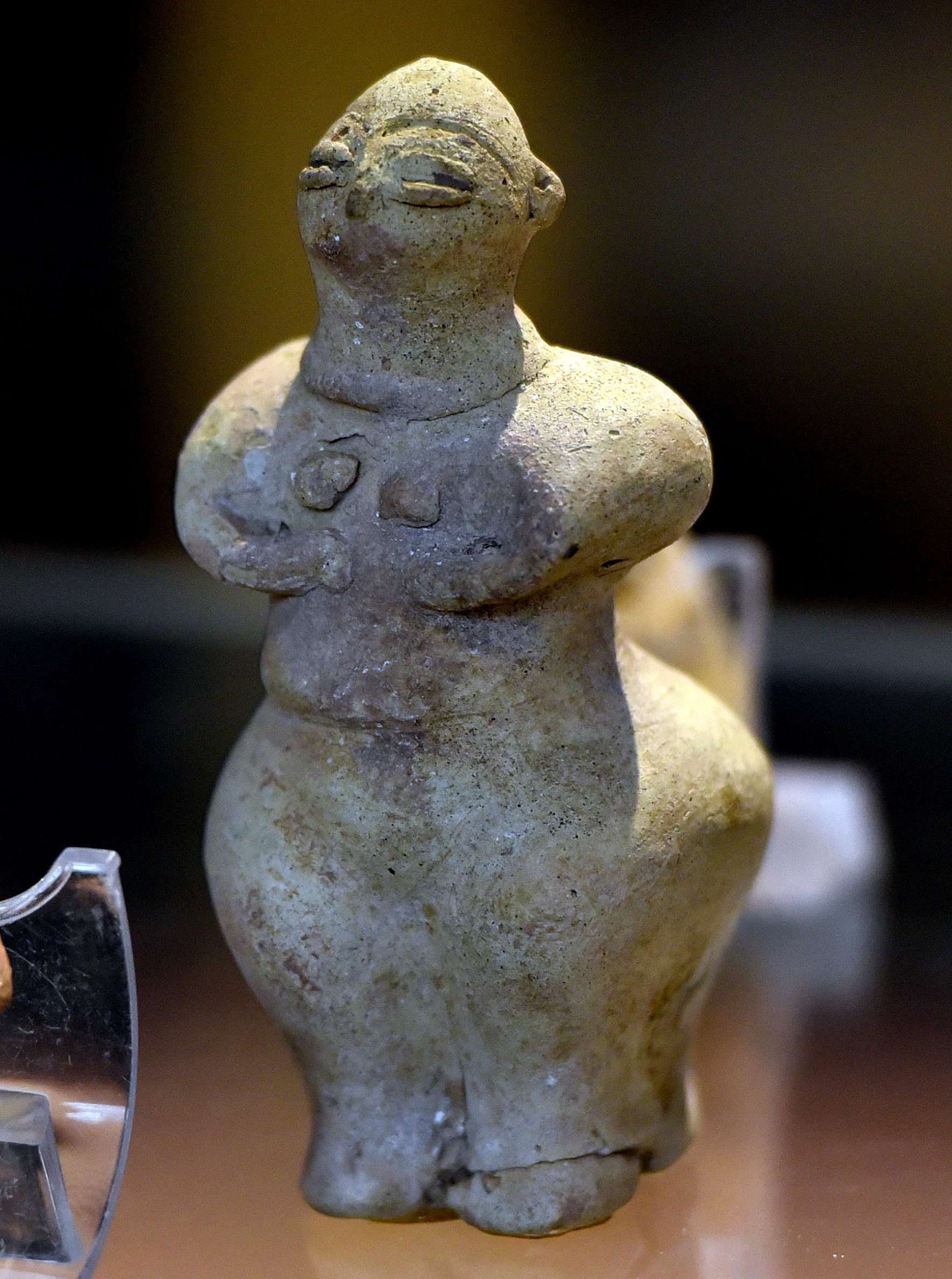
Dea madre di Tell es-Sawwan, Iraq, 6000-5800 a.C. Museo dell'Iraq
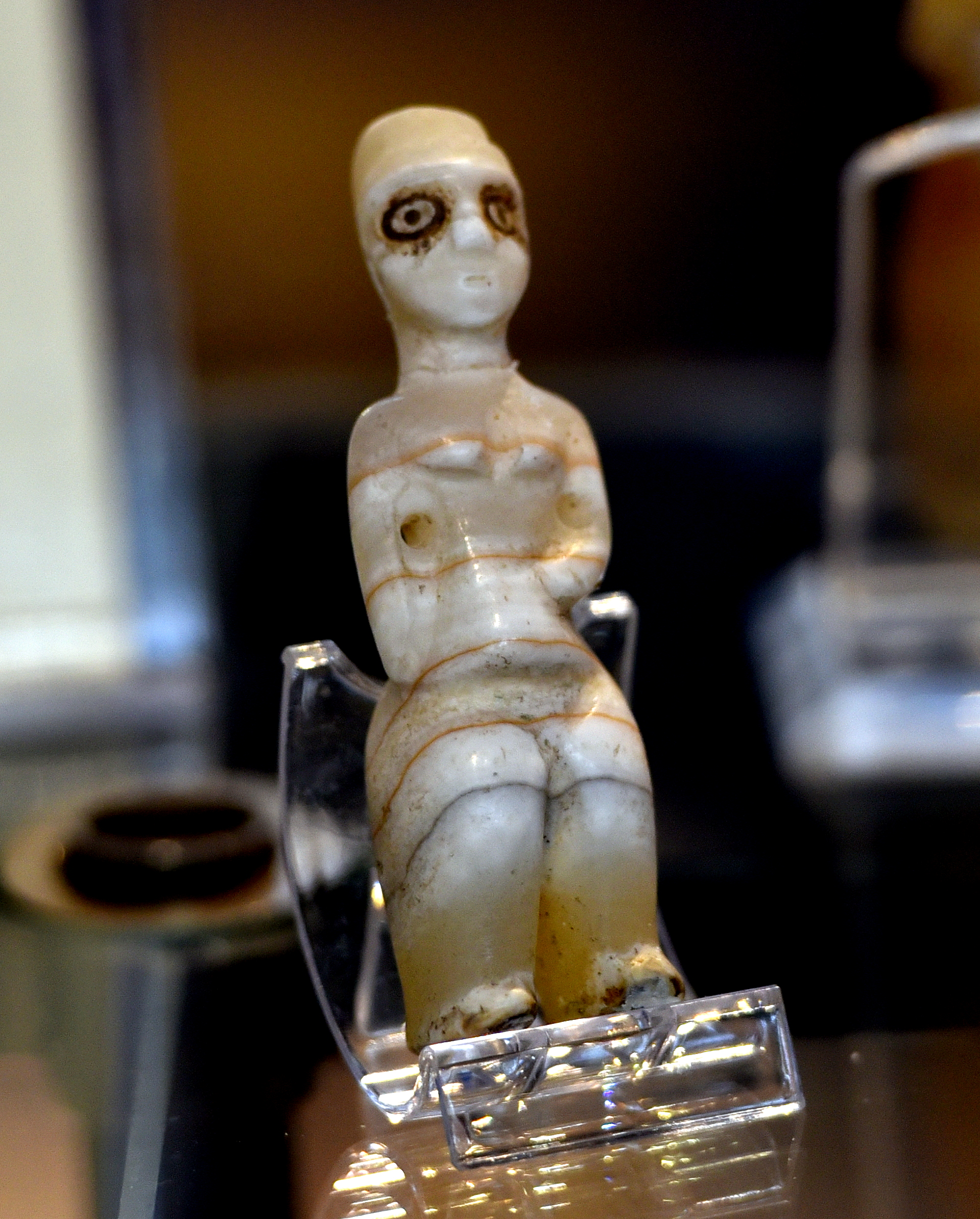
Statuetta della dea madre di Tell es-Sawwan, Iraq, 6000-5800 a.C. Museo dell'Iraq
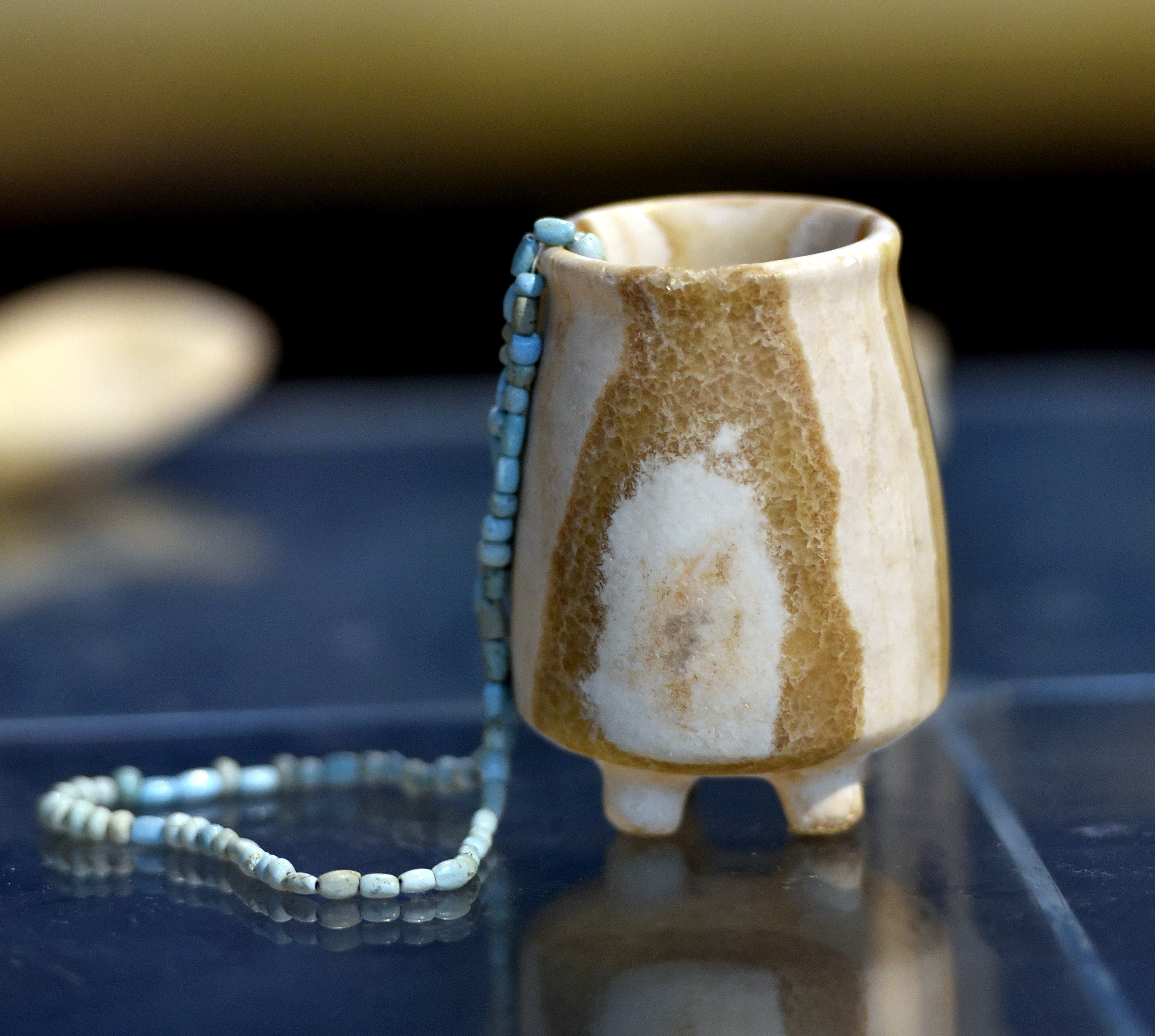
Vaso di alabastro con collana proveniente da Tell es-Sawwan, Iraq. 6000-5800 a.C. Museo dell'Iraq
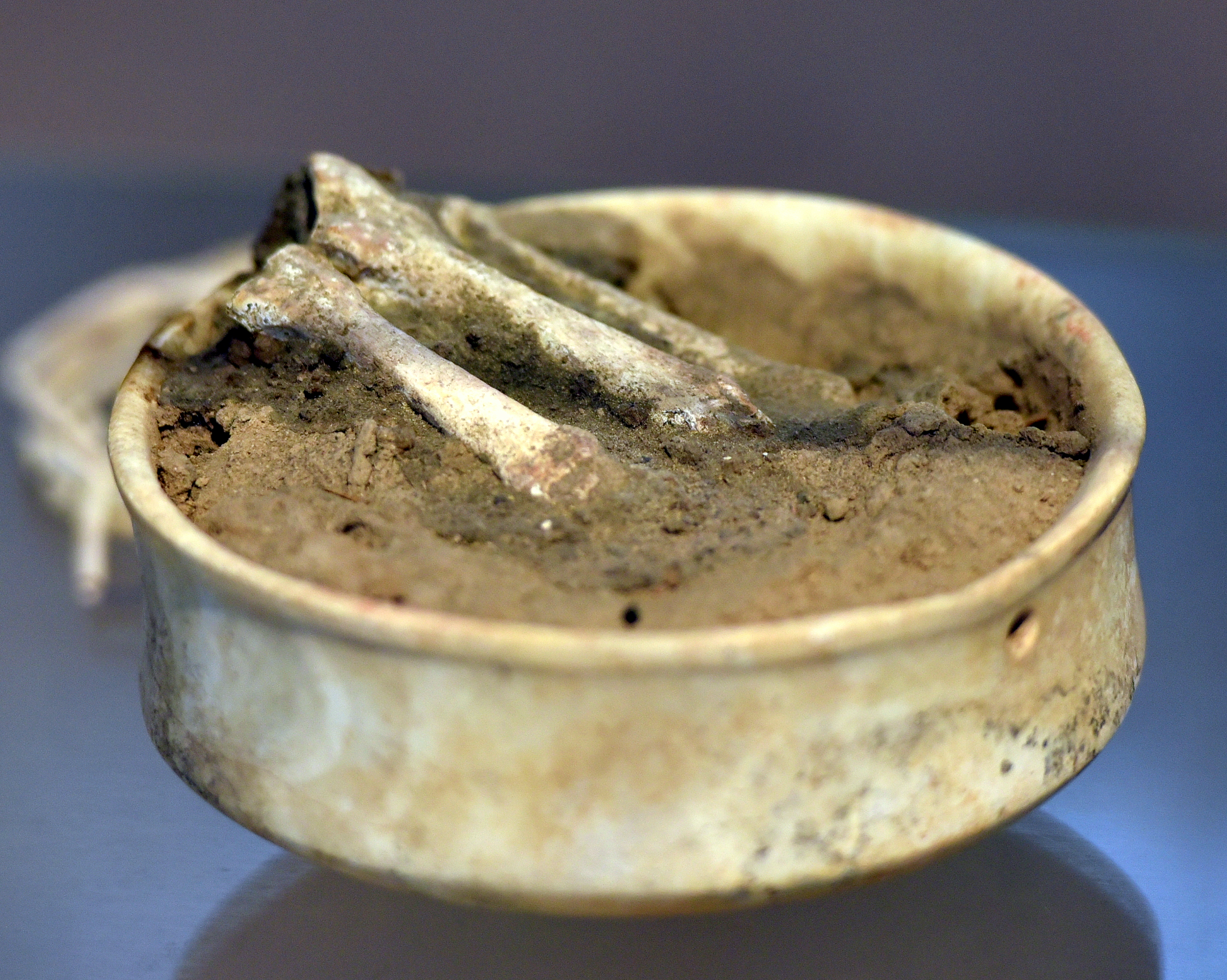
Ciotola con ossa umane proveniente da Tell es-Sawwan, Iraq, 6000-5800 a.C. Museo dell'Iraq